# للااسکوئدو، نیومکزیکو
للااسکوئدو (به انگلیسی: Llano Estacado) یک تخت‌تپه و دشت در ایالات متحده آمریکا است که در نیومکزیکو واقع شده‌است.
 للااسکوئدو ۹۷٬۰۰۰ کیلومتر مربع مساحت و ۱٬۲۳۰٬۰۰۰ نفر جمعیت دارد.